# Wappen von Hermannstadt

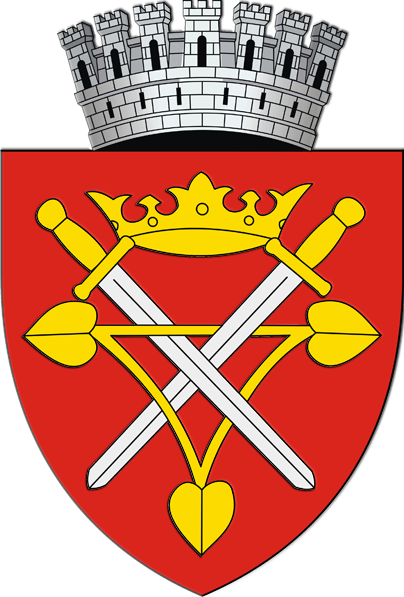
Wappen von Hermannstadt

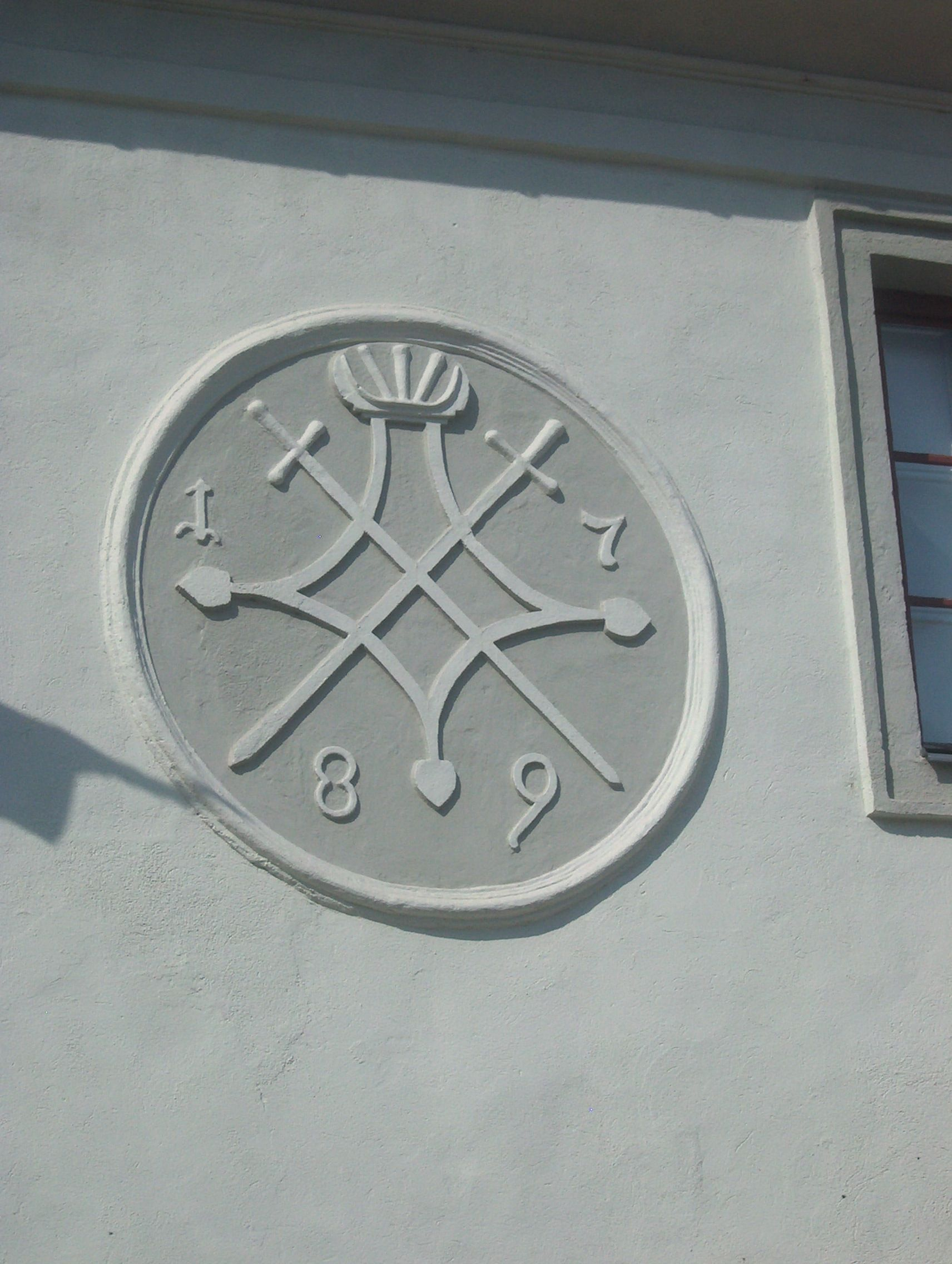
Wappen von Hermannstadt (1789)

Das Wappen von Hermannstadt stammt aus dem 13. Jahrhundert. Es besteht aus einem antiken Schild mit rotglasiertem Feld. In diesem Feld befinden sich zwei silberne Schwerter mit goldenem Knauf und Parierstange, die ein Andreaskreuz bilden und mit der Spitze zum Fuß des Schildes ausgerichtet sind. Die Schwerter tragen eine offene, goldene, lamellenartige Krone. Eine aus drei Seeblättern (Seerosenblättern) und drei Stängeln gebildetes Dreieck windet sich um die Schwertklingen. Auf dem Schild thront eine steinerne Krone mit sieben silbernen Türmen.
In der mittelalterlichen Wappenkunde symbolisieren diese Schwerter auf blutrotem Hintergrund das Recht, die Todesstrafe zu verhängen: Jus Gladii Minus und Jus Gladii Majus.

## Geschichtliches
Ursprünglich war das Wappen von Hermannstadt identisch mit dem Wappen des Hermannstädter Stuhles, das aus zwei sich kreuzenden Schwertern besteht. Im 14. Jahrhundert wurde die dreieckige Figur aus Seerosenblättern ergänzt. In einem Sigel von 1550 wurde das Wappen von Hermannstadt auch als Wappen Siebenbürgens verwendet.

## Bedeutung
Die sich nach unten kreuzenden Schwerter versinnbildlichen nach mittelalterlicher Gewohnheit die Landnahme und den Willen der Bürger, die Stadt und ihre Bürgerrechte zu verteidigen.
Die Krone, die man in der siebenbürgischen Heraldik „corona regia“ nennt, bezeichnet das Statut der Stadt als freie Stadt, die sich auf dem Königsboden (fundus regius) befindet. Der rote Hintergrund des Schildes symbolisiert die lokale, konstitutionelle Autonomie.

## Bildergalerie

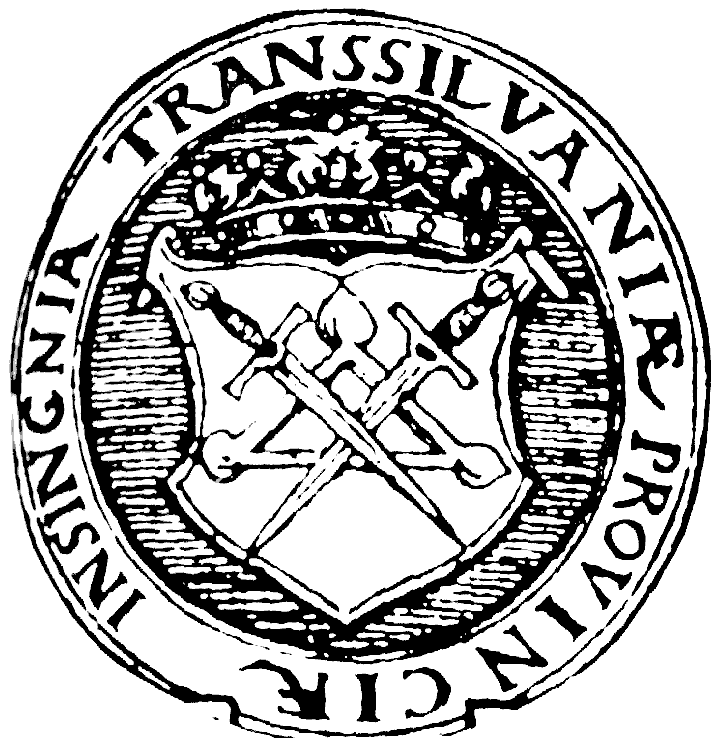
Das Siegel Siebenbürgens von 1550
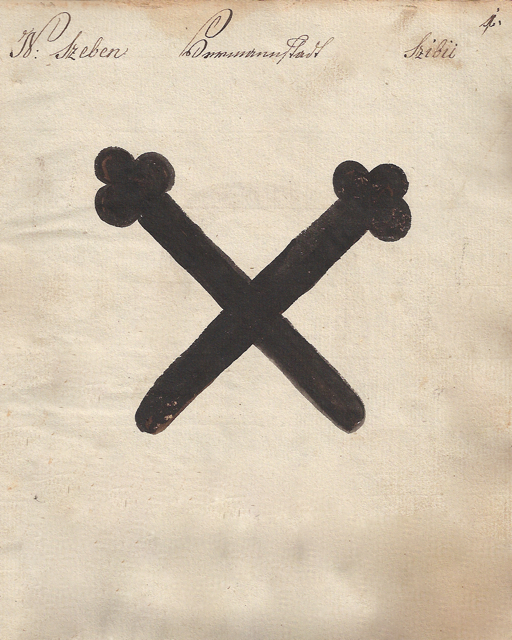
Viehbrandzeichen (1826)
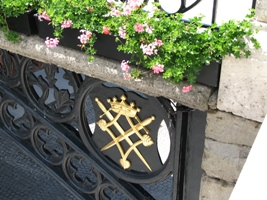
Das Wappen auf der Lügenbrücke (1859)
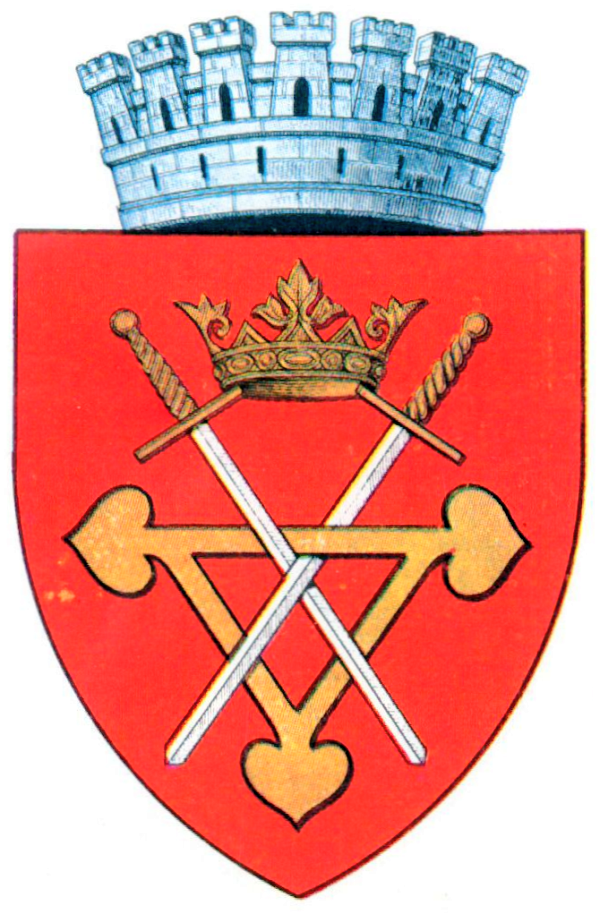
Das Wappen in der Zwischenkriegszeit
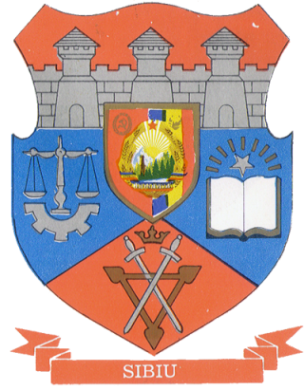
Das Hermannstädter Wappen in der kommunistischen Zeit
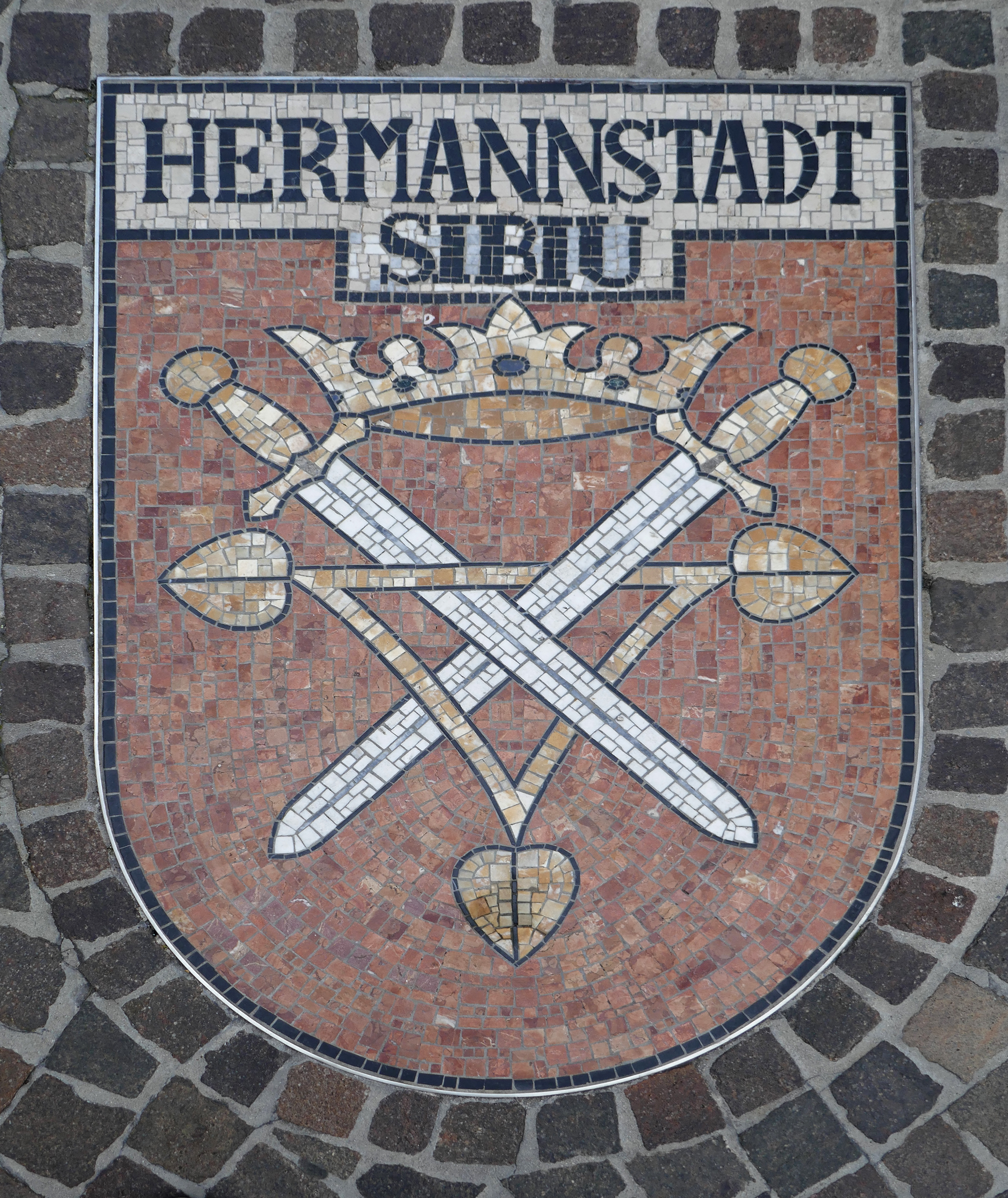
Mosaik aus der Partnerstadt Klagenfurt
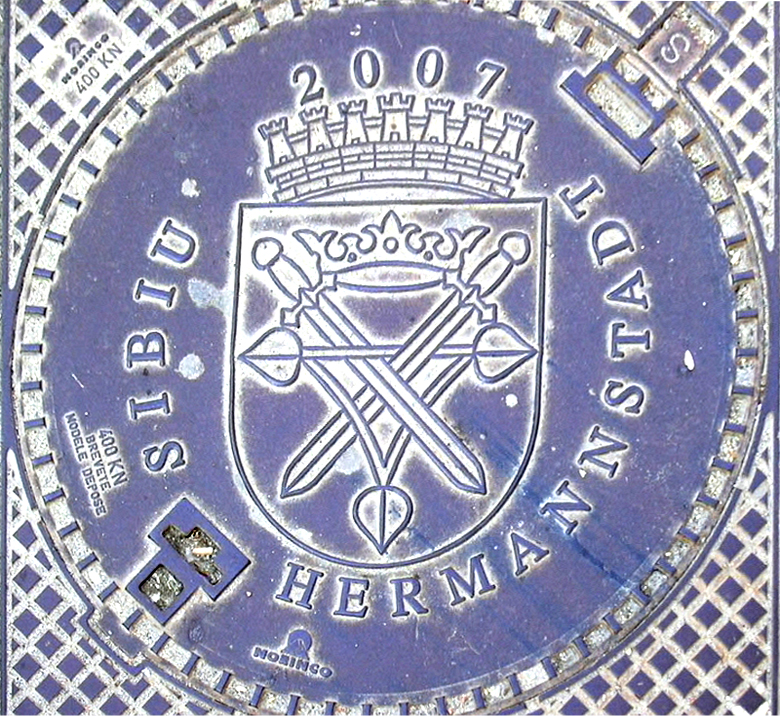
Kanaldeckel von 2007, dem Jahr der Europäischen Kulturhauptstadt